# لودينغ
لودينغ هي مدينة من مدن الصين.

## المناخ
يظهر الجدول التالي التغييرات المناخية على مدار السنة للودينغ:
| البيانات المناخية لـلودينغ                       | البيانات المناخية لـلودينغ | البيانات المناخية لـلودينغ | البيانات المناخية لـلودينغ | البيانات المناخية لـلودينغ | البيانات المناخية لـلودينغ | البيانات المناخية لـلودينغ | البيانات المناخية لـلودينغ | البيانات المناخية لـلودينغ | البيانات المناخية لـلودينغ | البيانات المناخية لـلودينغ | البيانات المناخية لـلودينغ | البيانات المناخية لـلودينغ | البيانات المناخية لـلودينغ |
| الشهر                                            | يناير                      | فبراير                     | مارس                       | أبريل                      | مايو                       | يونيو                      | يوليو                      | أغسطس                      | سبتمبر                     | أكتوبر                     | نوفمبر                     | ديسمبر                     | المعدل السنوي              |
| ------------------------------------------------ | -------------------------- | -------------------------- | -------------------------- | -------------------------- | -------------------------- | -------------------------- | -------------------------- | -------------------------- | -------------------------- | -------------------------- | -------------------------- | -------------------------- | -------------------------- |
| الدرجة القصوى °م (°ف)                            | 29.8 (85.6)                | 33.4 (92.1)                | 33.6 (92.5)                | 37.0 (98.6)                | 37.2 (99.0)                | 38.2 (100.8)               | 39.3 (102.7)               | 39.0 (102.2)               | 38.2 (100.8)               | 36.3 (97.3)                | 34.0 (93.2)                | 30.3 (86.5)                | 39.3 (102.7)               |
| متوسط درجة الحرارة الكبرى °م (°ف)                | 19.0 (66.2)                | 20.1 (68.2)                | 23.1 (73.6)                | 27.4 (81.3)                | 30.9 (87.6)                | 32.8 (91.0)                | 34.1 (93.4)                | 33.8 (92.8)                | 32.0 (89.6)                | 29.4 (84.9)                | 25.3 (77.5)                | 21.1 (70.0)                | 27.4 (81.3)                |
| المتوسط اليومي °م (°ف)                           | 13.9 (57.0)                | 15.6 (60.1)                | 18.8 (65.8)                | 23.1 (73.6)                | 26.2 (79.2)                | 28.0 (82.4)                | 28.9 (84.0)                | 28.6 (83.5)                | 27.0 (80.6)                | 24.2 (75.6)                | 19.4 (66.9)                | 15.1 (59.2)                | 22.4 (72.3)                |
| متوسط درجة الحرارة الصغرى °م (°ف)                | 10.4 (50.7)                | 12.6 (54.7)                | 15.7 (60.3)                | 20.1 (68.2)                | 23.0 (73.4)                | 24.9 (76.8)                | 25.5 (77.9)                | 25.3 (77.5)                | 23.6 (74.5)                | 20.3 (68.5)                | 15.3 (59.5)                | 11.0 (51.8)                | 19.0 (66.1)                |
| أدنى درجة حرارة °م (°ف)                          | 0.8 (33.4)                 | 2.6 (36.7)                 | 3.1 (37.6)                 | 9.3 (48.7)                 | 13.8 (56.8)                | 18.0 (64.4)                | 21.0 (69.8)                | 21.5 (70.7)                | 15.9 (60.6)                | 9.3 (48.7)                 | 4.0 (39.2)                 | −0.2 (31.6)                | −0.2 (31.6)                |
| الهطول مم (إنش)                                  | 46.9 (1.85)                | 60.6 (2.39)                | 73.3 (2.89)                | 145.3 (5.72)               | 207.0 (8.15)               | 200.3 (7.89)               | 187.1 (7.37)               | 176.4 (6.94)               | 158.6 (6.24)               | 66.6 (2.62)                | 38.3 (1.51)                | 27.1 (1.07)                | 1٬387٫5 (54.64)            |
| متوسط الرطوبة النسبية (%)                        | 76                         | 79                         | 81                         | 81                         | 80                         | 81                         | 78                         | 80                         | 79                         | 75                         | 73                         | 73                         | 78                         |
| المصدر: China Meteorological Data Service Center |                            |                            |                            |                            |                            |                            |                            |                            |                            |                            |                            |                            |                            |